# Пајн Вали (Јута)
Пајн Вали (енгл. Pine Valley) насељено је место без административног статуса у америчкој савезној држави Јута.

## Демографија
По попису из 2010. године број становника је 186.
| Група             | 2000.    | 2010.       |
| Белци             | 0 (0,0%) | 173 (93,0%) |
| Афроамериканци    | 0 (0,0%) | 1 (0,5%)    |
| Азијати           | 0 (0,0%) | 1 (0,5%)    |
| Хиспаноамериканци | 0 (0,0%) | 9 (4,8%)    |
| Укупно            | 0        | 186         |